# Presidente del Riksdag
Il Presidente del Riksdag (in svedese: Riksdagens talman) è il capo del parlamento unicamerale nazionale della Svezia, il Riksdag.
Il Riksdag subì profondi cambiamenti nel 1867, quando fu abolito il Riksdag degli Stati. La nuova forma del Riksdag comprendeva due camere elette, ognuna con il proprio presidente. Dall'introduzione di fatto del parlamentarismo nel 1917, il Riksdag ha funzionato correttamente come istituzione davanti a cui il Primo ministro e il governo sono ritenuti responsabili. Nel 1971 l'istituzione fu trasformata in una legislatura unicamerale con 350 membri, ridotta a 349 nel 1976 per evitare lo stallo parlamentare. Dal 1975, in conformità con lo strumento di governo del 1974, è il presidente e non più il monarca che nomina e revoca il Primo ministro.
È il più alto ufficio pubblico a cui una persona può essere eletta in Svezia, posizionato proprio sotto il re e sopra il primo ministro. Secondo la tradizione, questa posizione è ricoperta da un vice nominato dal partito più grande, con l'aggiunta di tre vicepresidenti nominati dagli altri tre partiti principali.
L'attuale presidente è Andreas Norlén dal settembre 2018.

## Funzioni
Il presidente ha tre compiti principali:
1. proporre al Riksdag un nuovo primo ministro,[1]
2. condurre il lavoro del Riksdag,
3. rappresentare il Riksdag svedese.